# 1918 en Palestine pré-mandataire
Chronologie de la Palestine
- 1914
- 1915
- 1916
- 1917
- 1918
- 1919
- 1920
- 1921
- 1922

Cette page concerne les évènements survenus en 1918 en Palestine pré-mandataire, partie britannique des Territoires ennemis occupés :

## Évènements
- Campagne du Sinaï et de la Palestine  : série de batailles qui oppose les forces de l'Empire britannique, de l'Empire allemand et de l'Empire ottoman du 26 janvier 1915 au 31 octobre 1918.
- Janvier : Message d'Hogarth (en)
- Février à septembre : Occupation britannique de la vallée du Jourdain (en)
- 19-21 février : Bataille de Jéricho
- 8-12 mars : Bataille de Tell 'Asur (en)
- 14 avril : La Commission sioniste (en) arrive en Palestine.
- 24 avril : Publication de la première édition du quotidien en hébreu Haaretz, parrainé par le gouvernement militaire britannique en Palestine[1].
- 30 avril-4 mai : Seconde bataille du Jourdain (en)
- 8 mai : La première association islamo-chrétienne (en) se réunit à Jaffa.
- Juin : Première rencontre entre le dirigeant sioniste Chaim Weizmann et le fils du chérif de La Mecque, le prince hachémite Fayçal, qui a dirigé les forces arabes lors de la révolte arabe contre l'Empire ottoman pendant la Première Guerre mondiale. Cette rencontre a lieu dans le quartier général de Fayçal à Aqaba et vise à établir des relations favorables entre les Arabes et les Juifs au Moyen-Orient.
- 16 juin : Déclaration aux sept (en)
- 14 juillet : Bataille d'Abu Tellu (en)
- 19 septembre : 
  - Bataille d'Arara (en)
  - Bataille de Tulkarem (en)
- 19-20 septembre : Bataille de Tabsur (en)
- 19-21 septembre : Bataille de Megiddo
- 19-25 septembre : 
  - Bataille de Sharon (en)
  - Bataille de Naplouse (en)
- 20 septembre : 
  - Capture d'Afulah et Beisan (en)
  - Capture de Jénine (en)
  - Bataille de Nazareth (en)
- 21-25 septembre : Troisième attaque de la Transjordanie (en)
- 22 septembre : Capture de Jisr ed Damieh (en)
- 23 septembre : Bataille de Haïfa (en)
- 25 septembre : 
  - Bataille de Samakh (en)
  - Capture de Tibériade (en)
- 26 septembre : Charge d'Irbid (en)
- 30 octobre : La campagne du Sinaï et de Palestine prend officiellement fin avec la signature de l'armistice de Moudros et, peu après, l'Empire ottoman est dissous (en).

## Naissances
- 4 janvier : Yossi Harel, officier du renseignement militaire israélien, membre de la Haganah avant la création d'Israël, commandant de nombreux navires d'immigrants juifs illégaux se dirigeant vers la Palestine mandataire, y compris le navire Exodus 1947 (mort en 2008).
- 30 janvier : Meir Meivar (en), personnalité politique et homme d'affaires israélien, commandant de la Haganah pendant la guerre civile de 1947-1948 en Palestine mandataire (mort en 2000).
- 10 octobre : Yigal Allon, personnalité politique israélienne, commandant du Palmah et général de Tsahal (mort en 1980).
- 15 octobre : Yigal Hurvitz (en), personnalité politique israélienne (mort en 1994).

## Décès
- Abraham Moses Luncz (en), enseignant et éditeur russe.
- 30 avril : Éric Harper, joueur de rugby néo-zélandais.